# Gustaf Heinricius

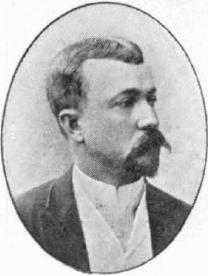
Gustaf Heinricius.

Gustaf Heinricius, född 10 augusti 1853 i Viborg, död 1 maj 1915 i Helsingfors, var en finländsk läkare.
Heinricius blev student 1870, medicine licentiat 1881, medicine doktor 1888, docent 1884 och professor i obstetrik och gynekologi vid Helsingfors universitet 1890. Bland hans skrifter märks Om pannlägen och pannförlossningar (1883), Experimentelle und klinische Untersuchungen über Cirkulations- und Respirationsverhältnisse der Mutter und Frucht (1889), undersökningar över placentas uppkomst och byggnad hos hunden och katten (1889, 1891), Obstetrikens och gynekologiens historia i Finland (1903), Obstetrisk operationslära (1894), Lärobok för barnmorskor (1892) samt ett antal studier av litteraturhistoriskt innehåll, bland annat om Israel Hwasser. Han skrev även flera uppsatser om A.I. Arwidsson (i Svenska litteratursällskapets i Finland "Förhandlingar och uppsatser" och i "Finsk tidskrift"), Uttalanden af finländare om personer och förhållanden i Sverige 1817-21 (förstnämnda serie 1911), Skildringar från Åbo akademi 1808-1828, Anteckningar om Immanuel Ilmoni och Från samhällslifvet i Åbo 1809-1827 alla tre i Svenska litteratursällskapets i Finland "Skrifter" 101, 109, 116).